# Ermida de São Sebastião (Angra do Heroísmo)

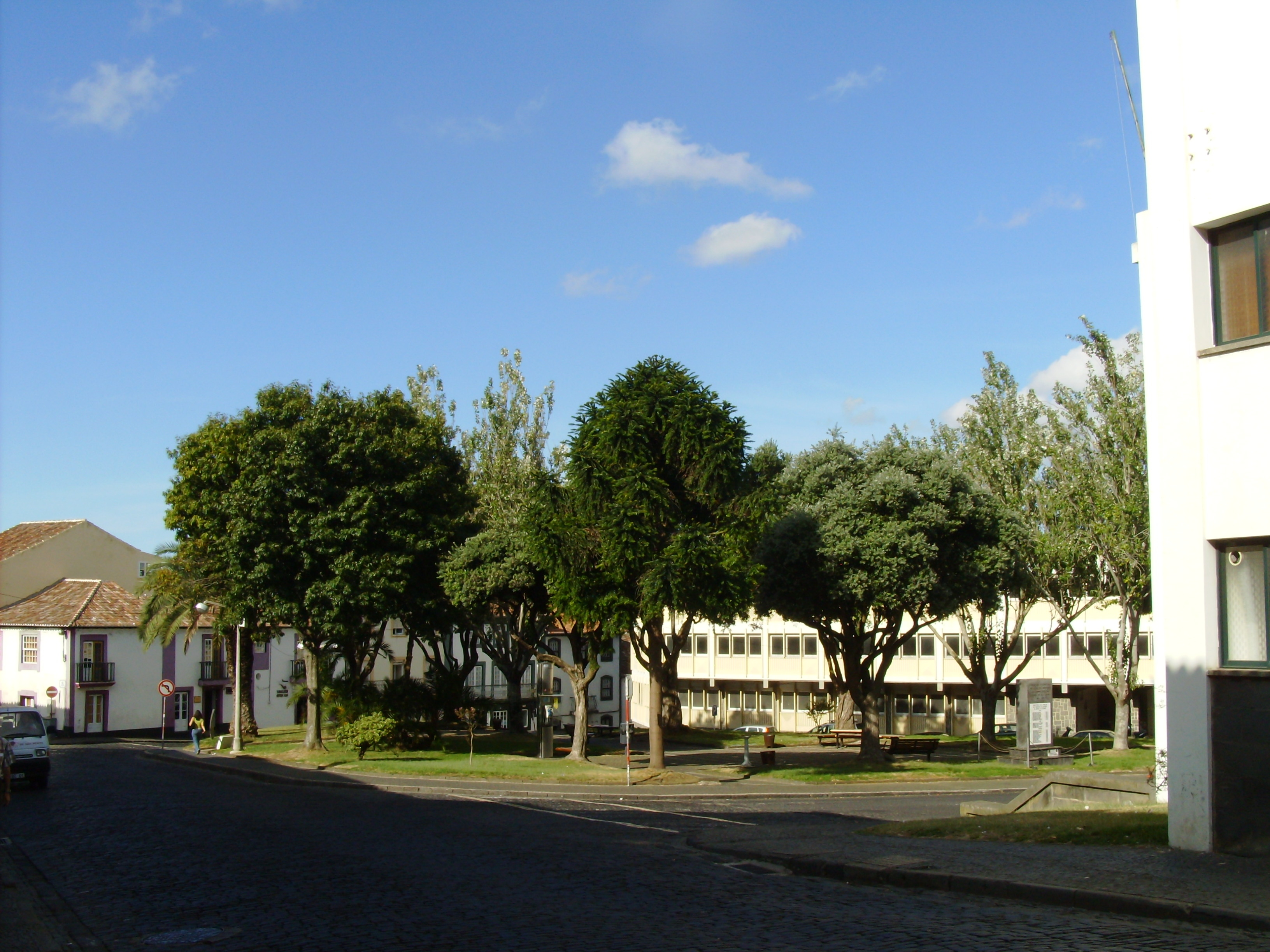
Praça Dr. Sousa Júnior, Angra do Heroísmo: aqui se erguia o antigo Convento de São Sebastião.

A Ermida de São Sebastião localizava-se no centro histórico da cidade e Concelho de Angra do Heroísmo, na Ilha Terceira. Fez parte da Diocese de Angra do Heroísmo.

## História
A construção de uma ermida no local remonta à grande epidemia da peste que grassou na Terceira em 1599, causando um número estimado de sete mil vítimas, vultoso à época. Neste contexto, a Câmara Municipal de Angra do Heroísmo fez o voto público de realizar uma festa em honra de São Sebastião pelo desaparecimento daquela doença.
Estando reunida a Câmara no dia 20 de Janeiro de 1600 com a presença da nobreza, do clero e do povo, foi feito um cortejo que se dirigiu à ermida que havia sido levantada por Frei Pedro dos Santos e Frei Jorge de Saphara em São Bento, que cuidavam dos doentes e celebravam Missa por aqueles que faleciam.
Quando o cortejo regressou trouxe os dois sacerdotes, e entrou na ermida de São Sebastião onde celebrou missa Frei Jorge de Saphara. Ao final, segui-se nova procissão que percorreu as principais ruas da cidade e respectivas igrejas, retornando à ermida. Foi precisamente nesta ocasião que a Câmara de Angra fez o voto de realizar todos os anos na ermida uma festa em louvor de São Sebastião.
Apesar de ter sido extinto o Convento das Freiras Capuchas (Angra do Heroísmo) em 1832, onde se encontrava a ermida, a Câmara continuou a cumprir o voto mas na Igreja de Nossa Senhora da Conceição (Angra do Heroísmo), para onde tinha sido transferida a imagem do Santo.
Esta procissão terminou com a Proclamação da República Portuguesa, só voltando a ser reiniciada em 1957, quando foi Presidente da Câmara de Angra o Dr. Manuel Nunes Flores Brasil, que foi presidente da Camara de Angra de 21 de Novembro de 1957 a 3 de Junho de 1959.
O Padre António Cordeiro sobre o Mosteiro das Freiras Capuchas e ermida. Expressa-se assim: «O oitavo convento era o que se intitula de São Sebastião, por ser fundado em uma nobre e grande Ermida do Santo, que está indo de São Francisco para a sobredita Conceição das Freiras à face da rua, olhando para o Sul e com retiro para o Norte; era Ermida do Senado da Câmara, que deu a esta fundação para Freiras Capuchas da regra mais apertada e da maior pobreza de São Francisco; há perto de cinquenta anos que se fundou com puras esmolas, e foi grande parte em sua fundação o Capitão Joseph Leal casado em Angra por vezes, e nela morador, cidadão, e Senador antigo do governo da cidade, posto que nascido em a corte de Lisboa».
Informa ainda o padre Cordeiro que esta ermida era pertença da Câmara de Angra e que esta a ofereceu para o Mosteiro das Freiras Capuchas.
Esta ermida ainda segundo o Padre Cordeiro tinha a fachada principal voltada para o Sul e estava à beira da rua, e que do lado do Norte o convento possuía uma cerca ou retiro.
Segundo consta funcionou primeiramente como Recolhimento enquanto não chegaram a Bula Papal e o Alvará Régio sobre o convento.
As obras de construção tiveram início em Outubro de 1661 e acabaram em 1662.
No Imóvel acabado de construir entraram as primeiras religiosas vivendo apenas como recolhidas porque o Breve Apostólico e o Alvará Régio tardavam em chegar.
A ideia do Recolhimento partiu de Manuel Vieira Cardoso que tinha sido Provedor da Fazenda Real na Ilha da Madeira, onde um Recolhimento funcionava em idênticas circunstâncias.
A Bula Pontifícia expedida por Clemente IX, chegou a Angra do Heroísmo a 6 de Outubro de 1669, e, mais tarde, o alvará, a 6 de Outubro de 1769, tendo o Recolhimento passado a Mosteiro de Clausura de religiosas Confessas descalças, da 1.° Regra de Santa Clara, ordem que ainda não existia na ilha Terceira.
Segundo a Carta da Cidade de Angra desenhada por Linschoten estava situada na parte Sul da Praça do Dr. Sousa Júnior, antes Praça Arames de Oliveira, e quase à beira da Rua do Cruzeiro. Como a referida Carta data de 1595, é de supor que a ermida é anterior ao tempo em que Linschoten andou pela Terceira.
Não se sabe a data da sua edificação. Sabe-se no entanto que pertenceu à Câmara Municipal de Angra, como diz o Padre António Cordeiro e que Gaspar Frutuoso a menciona em 1589. Deve ter sido construída pelos anos de 1550.
Esta ermida veio a desaparecer, quando o Mosteiro passou a ser utilizado como Cadeia em 1847.